# Tomás Aurelio Amadeo
Tomás Aurelio Amadeo (Dolores, Buenos Aires 1880  - Buenos Aires 17 de diciembre de 1950) fue un jurista y especialista de temas agrarios argentino. Ejerció  funciones académicas, profesionales y políticas en instituciones públicas y privadas.

## Biografía
Su familia era una familia de abolengo de la provincia de Buenos Aires, estudió en el Colegio del Salvador en Buenos Aires. Su posición social le permitió acceder a la clase política y terrateniente.
Se graduó de ingeniero agrónomo y trabajó en pos de realizar mejoras en el agro, también se graduó de abogado. Muy activo en la creación y promoción de nociones de cooperativismo y el desarrollo social de los agricultores.
Asimismo fue director general de Enseñanza Agrícola en el Ministerio de Agricultura de la Nación, en donde gracias al apoyo del entonces inspector agrónomo nacional Antonio Silva Lezama, pudo hacer frente a la plaga de frutales del norte de la provincia de Buenos Aires y realizar una estadística de los establecimientos agropecuarios.
En el ámbito académico fue profesor de Economía rural de la Universidad de Buenos Aires, y de Legislación Agraria en la Universidad de La Plata. Entre los cargos que ocupó se destacan: director y vicepresidente (1941) del Banco Hipotecario Nacional; presidente de la Cámara Argentina de Comercio y el Centro Argentino de Ingenieros Agrónomos.
Militó en el Partido Demócrata Progresista, presidiendo su Convención Nacional.

## Creación del Museo Social Argentino
En 1911 fue fundador del Museo Social Argentino, siendo su presidente desde 1927. El mismo buscaba estudiar los problemas sociales de la Argentina y proponer soluciones.  Para su creación se inspiró en el “Musée Social de Paris”.

## Obras
- “Cooperativas agrícolas”
- “La redención por la mujer”
- "La función social”
- “Algunos aspectos de una reforma agraria argentina”
- “El Museo Social de Buenos Aires”